# Aristolochia balansae
Aristolochia balansae är en piprankeväxtart som beskrevs av Adrien René Franchet. Aristolochia balansae ingår i släktet piprankor, och familjen piprankeväxter. Inga underarter finns listade i Catalogue of Life.